# Dicranomyia prominens
Dicranomyia prominens är en tvåvingeart som beskrevs av Enrico Adelelmo Brunetti 1918. Dicranomyia prominens ingår i släktet Dicranomyia och familjen småharkrankar. Inga underarter finns listade i Catalogue of Life.